# Ljusets kyrka
Ljusets kyrka är en distriktskyrkobyggnad belägen vid Tomtbergavägen 16 nära Hallunda centrum i Botkyrka kommun. Den tillhör Botkyrka församling i Stockholms stift i Svenska kyrkan och är granne med den syrisk-ortodoxa Sankt Petrus och Paulus kyrka.

## Kyrkobyggnaden
Bygget av Ljusets kyrka påbörjades i februari 2004. Första advent var det dags för invigning av Caroline Krook biskopen för Stockholms stift. Kyrkans grundform är åttkantig. Huset är byggd i trä och fasaderna är klädda i grova panelbräder, målade i faluröd färg. Väggarna lutar utåt i 15 graders vinkel så att kyrkan till sin form påminner om ett skepp, som för tanken till Noas ark. I kyrkans inre leder de utåt lutande väggarna tanken till en blomma som vecklar ut sina blad mot ljuset. På kyrkans tak återfinns ett grekiskt kors med kula och jordklotet utfört i rostfritt stål. För den arkitektoniska utformningen stod Thomas Bernerstedt och Kjell Rosenborg på FRS Arkitektkontor AB. Ljusets kyrka i Hallunda nominerades år 2006 för Rödfärgspriset och fick Stockholms Läns Hembygdsförbunds byggnadspris 2005.

## Klockstapeln
Klockstapeln är en betongkonstruktion som tidigare stod vid Norsborgs kyrka som var en föregångare till nuvarande kyrka. Samtidigt med kyrkans invigning stängdes församlingens kyrkor i Norsborg och Alby.

## Inventarier
- Altartavlan är en vatten- och sandskuren rostfri stålplåt som är 1,5 meter bred och 3 meter hög.
- I taket hänger två ljuskronor bestående av neonrör.
- Kyrkans orgel är inköpt från S:ta Birgittas kapellkrematorium i Skövde.
- Altare och dopfunt är utförda av björk och oxiderad mässing.

## Bilder

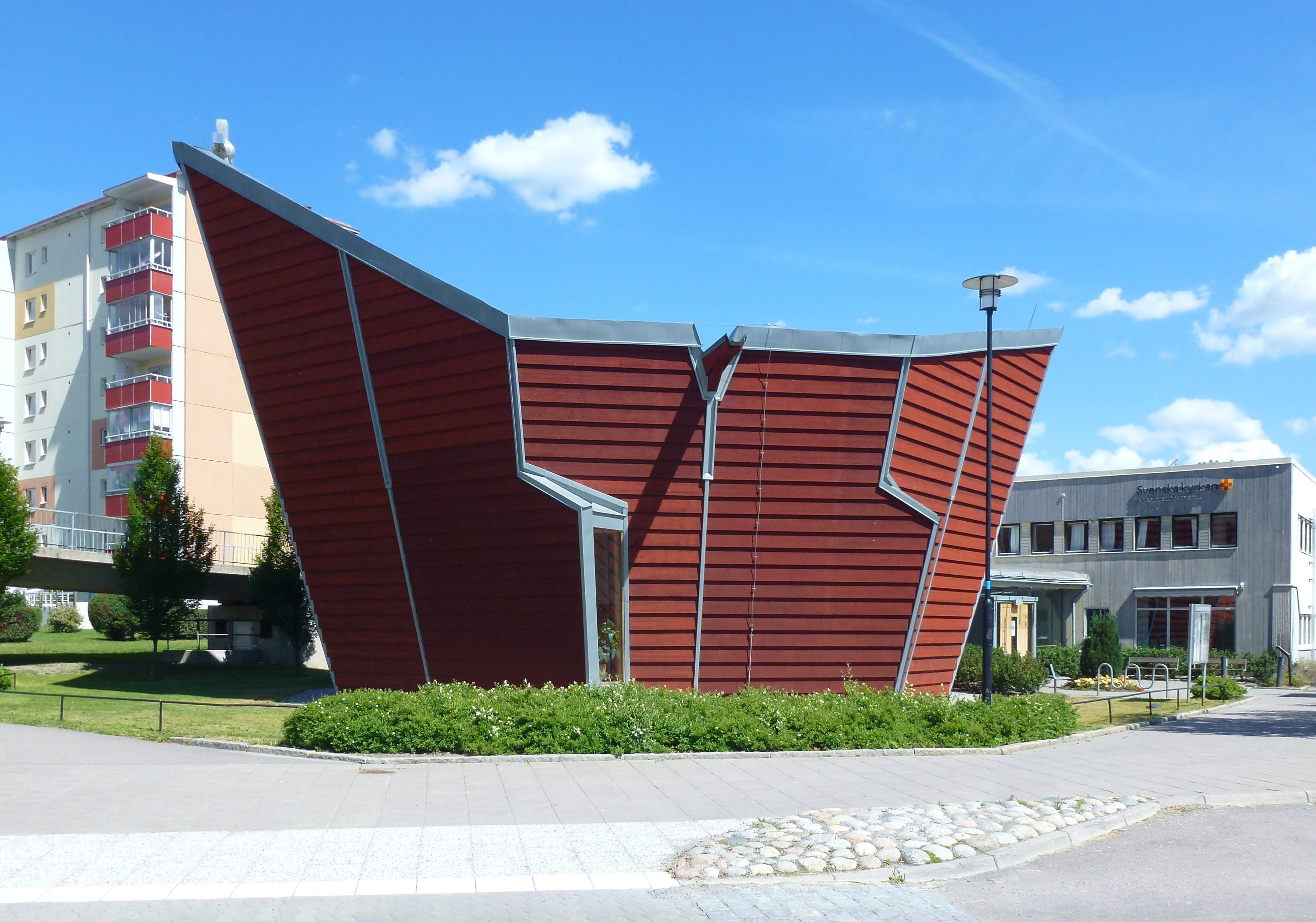
Kyrkobyggnaden
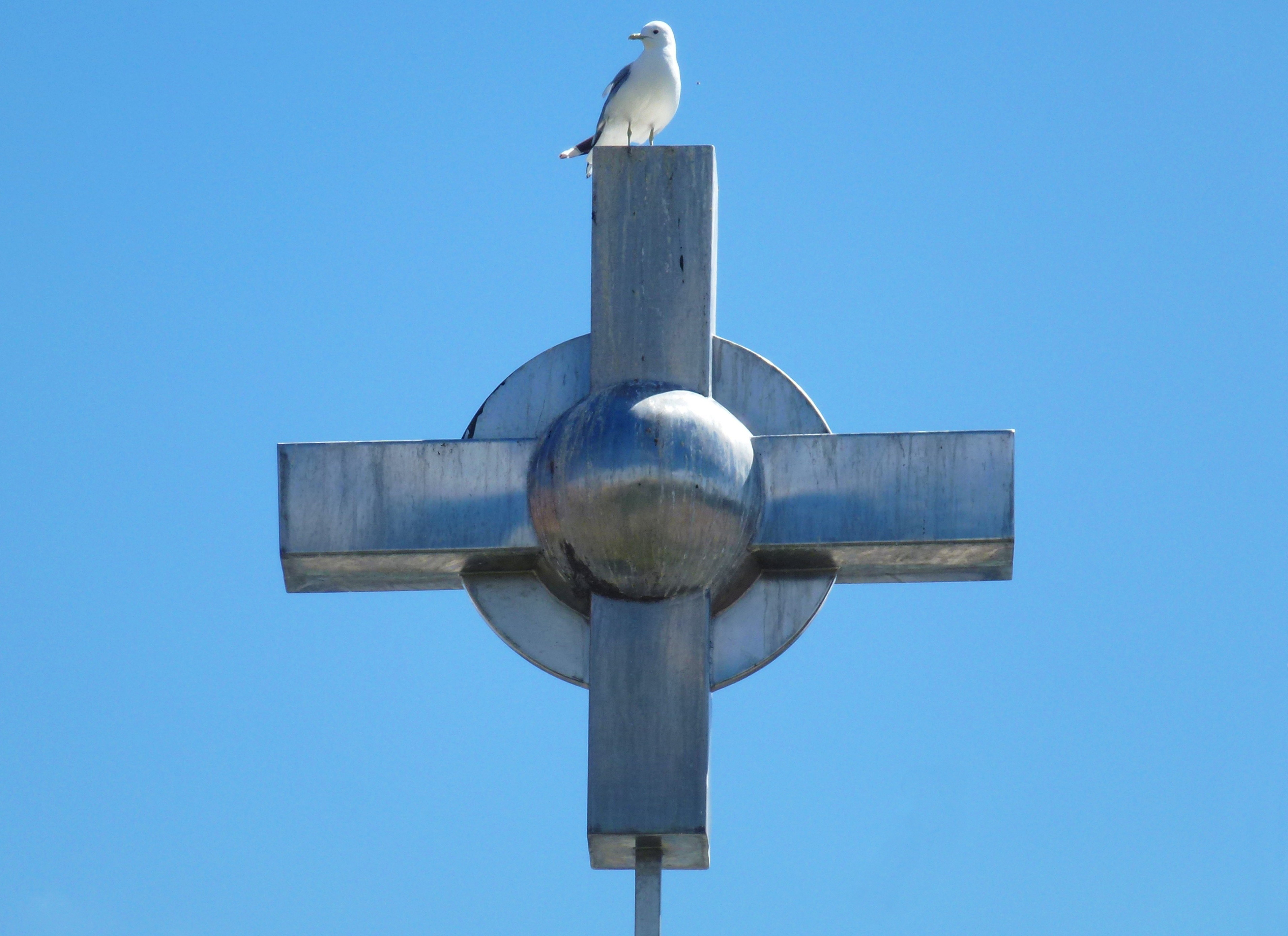
Korset
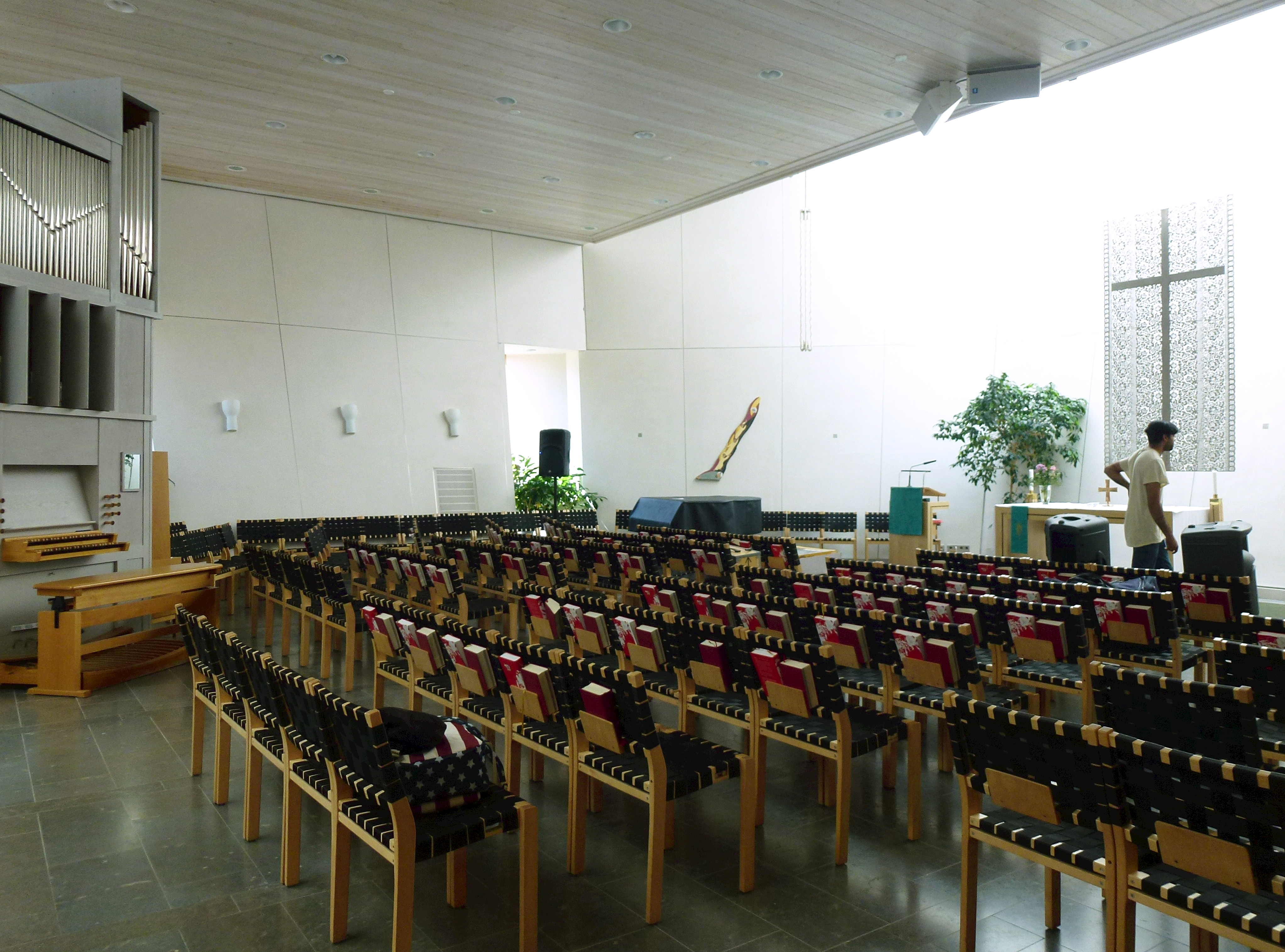
Kyrkans interiör med altaret
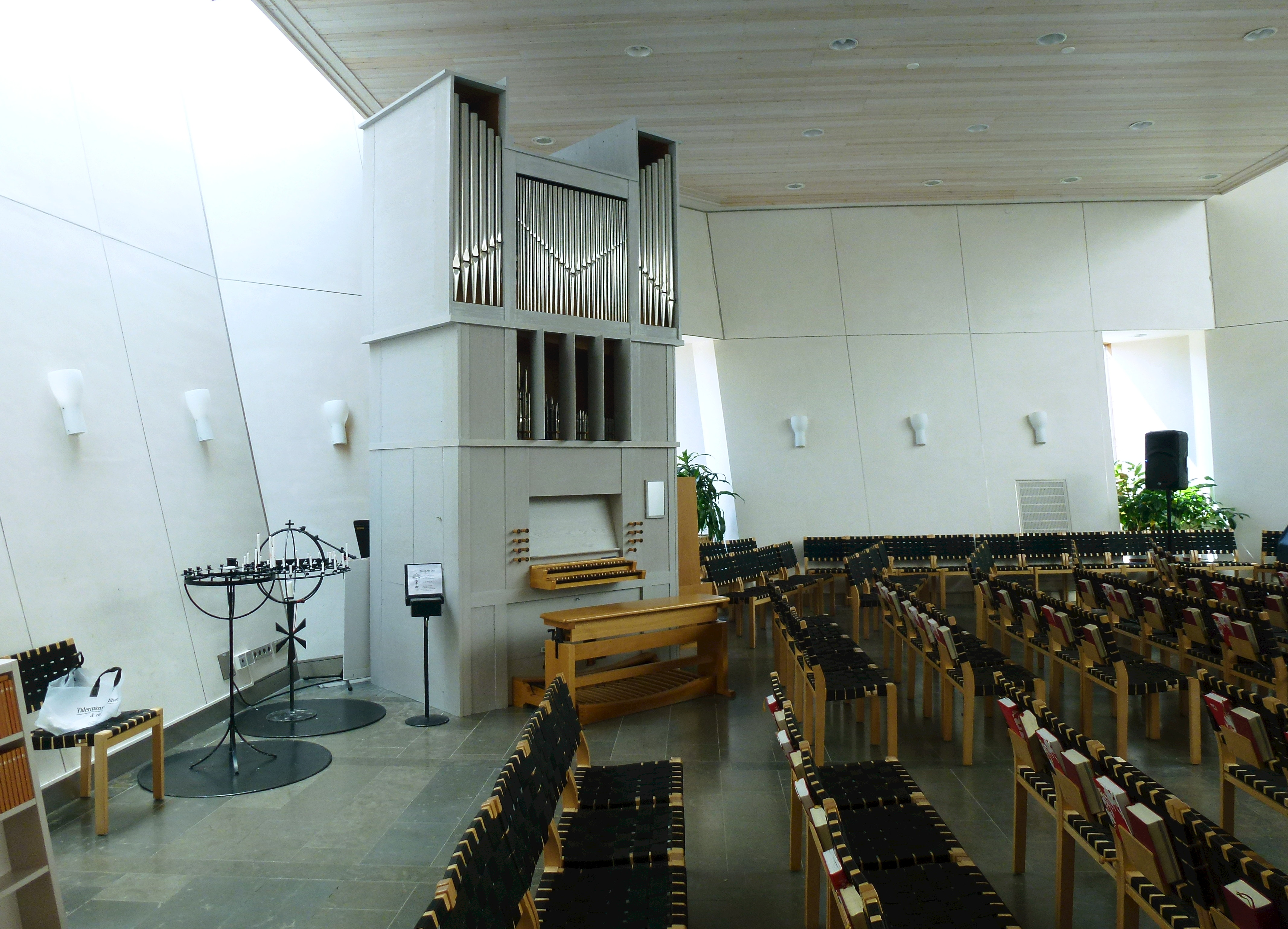
Kyrkorummet med orgeln.
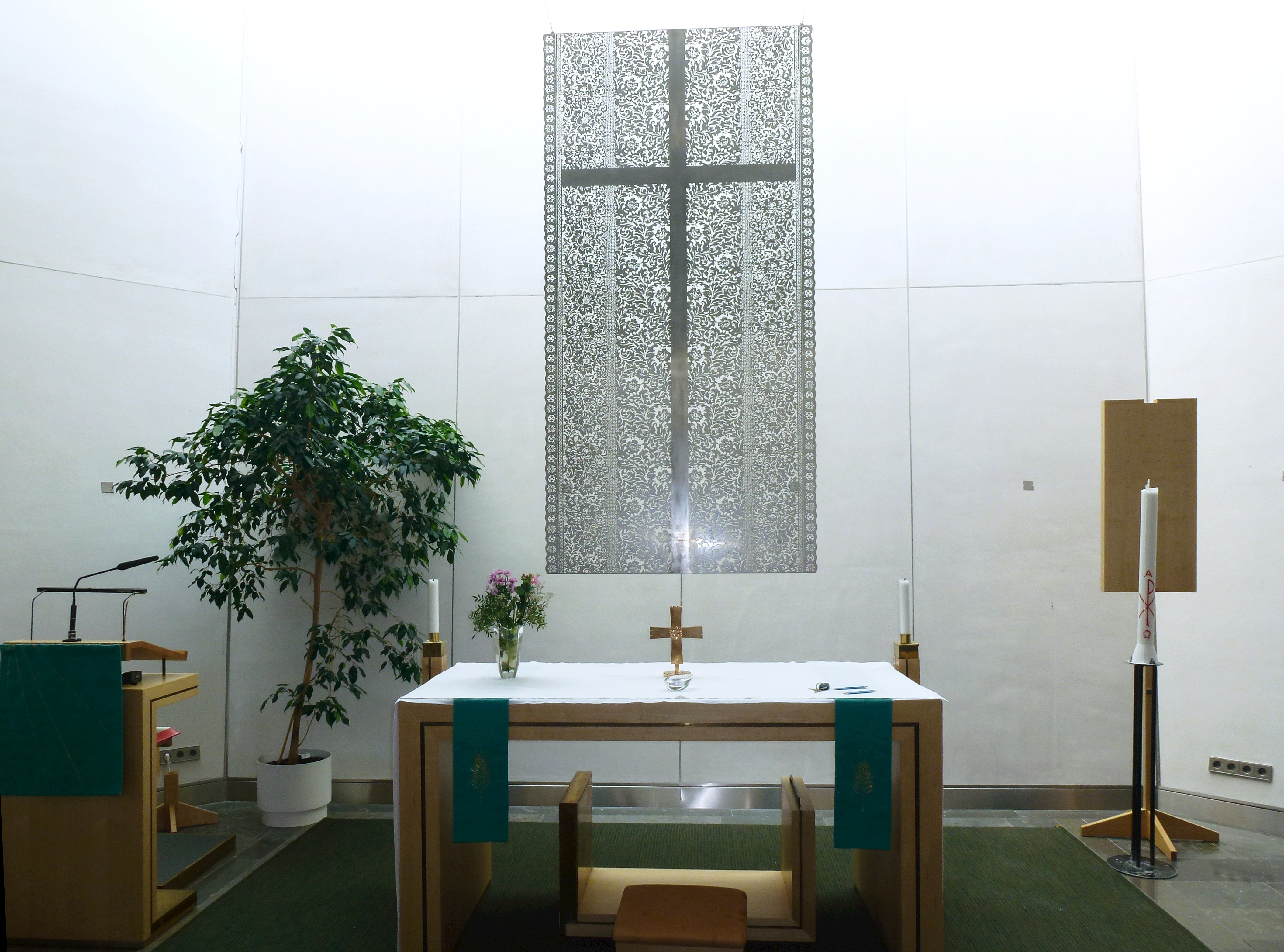
Altaret och altartavlan.

### Webbkällor
- Botkyrka församling informerar
- TräGuiden
- Botkyrka kommuns webbplats[död länk]
- Svenska Dagbladet 2004-12-19